# مرد سایه‌ای (فیلم ۲۰۰۶)
مرد سایه‌ای (انگلیسی: Shadow Man) یک فیلم ویدیویی آمریکایی اکشن و دلهره‌آور محصول سال ۲۰۰۶ به کارگردانی مایکل کوش می‌باشد. این فیلم در تاریخ ۶ ژوئن ۲۰۰۶ در آمریکا به صورت ویدیویی منتشر شد.

## بازیگران
- استیون سیگال در نقش جک فاستر
- ایوا پوپ در نقش آنیا[۱]
- ایملدا استنتون در نقش سفیر کوکران[۲]
- وینسنت ریوتا در نقش هری
- مایکل الوین در نقش جورج
- اسکای بنت در نقش آماندا فاستر
- گریک هاگون در نقش واترز
- آلکس فرنس در نقش شیمیت
- مایکل فیتزپاتریک در نقش مجلس
- الیاس فارکین در نقش ولوس
- لوانی اوچانیشویلی در نقش جنسن
- زولتان بوتیک در نقش سیکا
- امانوئل پروو در نقش ارواح
- وینسنت لی در نقش راجر
- ورنر دون در نقش سیرل
- گابریل اسپاهیو

## در ایران
این فیلم در ایران توسط شرکت تصویر دنیای هنر دوبله و پخش شده است.از عوامل دوبله این فیلم میتوان به سعید مظفری اشاره کرد.